# Sombras de la China (álbum)
Sombras de la China es el título del vigesimosexto disco del cantautor Joan Manuel Serrat editado en 1998 por la discográfia BMG Ariola, con arreglos y dirección musical de Josep Mas "Kitflus", grabado en los estudios Zanfonía de Barcelona.
Joan Manuel Serrat es el autor de todos los temas, letra y música, excepto Más que a nadie, sobre un poema de Luis Cernuda, Secreta mujer sobre un poema de Eduardo Galeano y La hora del timbre con letra de José Luis Pérez Mosquera, adaptada por Serrat.

## Canciones que componen el disco
| Pista | Título                           | Autor              | Tiempo |
| ----- | -------------------------------- | ------------------ | ------ |
| 1     | Sombras de la China              | Joan Manuel Serrat | 4:58   |
| 2     | Los macarras de la moral         | Joan Manuel Serrat | 4:51   |
| 3     | Más que a nadie                  | Joan Manuel Serrat | 3:09   |
| 4     | Secreta mujer                    | Joan Manuel Serrat | 4:02   |
| 5     | Fe de vida                       | Joan Manuel Serrat | 3:56   |
| 6     | Princesa                         | Joan Manuel Serrat | 5:06   |
| 7     | La hora del timbre               | Joan Manuel Serrat | 3:29   |
| 8     | Una vieja canción                | Joan Manuel Serrat | 3:18   |
| 9     | Me gusta todo de ti (pero tú no) | Joan Manuel Serrat | 4:55   |
| 10    | Buenos tiempos                   | Joan Manuel Serrat | 4:20   |
| 11    | Dondequiera que estés            | Joan Manuel Serrat | 3:17   |

## Sencillos
| Año  | Sencillo                 |
| 1998 | Los macarras de la moral |
| 1998 | Princesa                 |
| 1998 | Donde quiera que estés   |
| 1999 | Secreta mujer            |
| 1999 | Más que a nadie          |

## Músicos que participaron en la grabación
- Sombras de la China:

Teclados: Josep Mas "Kitflus", Guitarra eléctrica: Toni Carmona, Bajo: Víctor Merlo, Tablas: Tino di Geraldo, Percusión: Juan Carlos Melián
- Los macarras de la moral:

Piano acústico: Josep Mas "Kitflus", Guitarra española: Manuel Moreno "Moraíto", Bajo: Carles Benavent, Batería: Tino di Geraldo, Voz: Ginesa Ortega. 
- Más que a nadie:

Teclados y "Adap-Adap": Josep Mas "Kitflus", Bajo: Víctor Merlo, Batería: Tino di Geraldo, Percusión: Juan Carlos Melián, Bandoneón: Rubén Juárez
- Secreta mujer:

Teclados y piano acústico: Josep Mas "Kitflus", Guitarra: Toni Carmona, Bajo: Víctor Merlo, Batería: Tino di Geraldo, Percusión: Juan Carlos Melián, Bandoneón: Rubén Juárez 
- Fe de vida:

Teclados, arreglos y realización: Celso Valli, Programaciones: Luca Bignardi, Batería y percusión: Paolo Valli, Guitarras: Pedro Javier González
- Princesa:

Teclados y piano acústico: Josep Mas "Kitflus", Flautas: Carlos Núñez, Guitarras: Toni Carmona, Bajo: Víctor Merlo, Batería: Tino di Geraldo, Percusión: Juan Carlos Melián 
- La hora del timbre:

Arreglos y realización: José Antonio Romero, Teclados: Josep Mas "Kitflus", Bajo: Víctor Merlo, Batería y percusión: Tino di Geraldo 
- Una vieja canción:

Teclados y piano: Josep Mas "Kitflus", Guitarra española: Toni Carmona, Bajo acústico: Víctor Merlo, Percusión: Juan Carlos Melián 
- Me gusta todo de ti (pero tú no):

Teclados y piano: Josep Mas "Kitflus", Guitarras: Toni Carmona,, Bajo: Víctor Merlo, Batería: Tino di Geraldo, Percusión: Juan Carlos Melián 
- Buenos tiempos:

Teclados y piano: Josep Mas "Kitflus", Guitarras: Toni Carmona, Bajo: Víctor Merlo, Batería: Tino di Geraldo, Percusión: Juan Carlos Melián, Trompas: David Thompson
- Dondequiera que estés:

Teclados: Josep Mas "Kitflus", Guitarras acústicas: José Antonio Romero, Bajo: Víctor Merlo, Percusión: Juan Carlos Melián. 